# 18 (число)
18 (вісімна́дцять) — натуральне число між 17 і 19.

## Математика
- Парне число
- 1018 називається квінтільйон, префікси SI: екса (Е) та атто (а)
- 218 = 262 144

## Наука
- Атомний номер аргону
- Правило 18 електронів

## Дати
- 18 рік, 18 рік до н. е.
- 1818 рік
- 1918 рік
- 2018 рік
- XVIII століття

## Інше
- ASCII-код керуючого символу DC2 (device control 2)